# Vigneron-Maschinenpistole
Die Vigneron-Maschinenpistole war eine belgische Infanteriewaffe.

## Geschichte
Die Waffe entstand nach dem Zweiten Weltkrieg und wurde vom Armee-Oberst George Vigneron entworfen. Dies geschah auf eine Ausschreibung der Belgischen Streitkräfte hin, die eine Vielzahl von ausländischen Fabrikaten aus Kriegsbeständen führten und ein einheitliches Modell suchten. Zur engeren Auswahl standen nur inländische Waffen, wobei die Vigneron-MPi letztendlich den Zuschlag erhielt und 1953 offiziell eingeführt wurde. Die letzten Exemplare wurden in den 1980er Jahren durch FN-FNC-Sturmgewehre ersetzt und ausgemustert. Durch das militärische Engagement Belgiens in Belgisch-Kongo erlangte die Waffe auch in Afrika Verbreitung.

## Technik
Die Waffe war eine konventionelle zuschießende Maschinenpistole und war an sich bereits zu ihrer Entstehung veraltet. Bei ihrer Konstruktion griff man auf viele Eigenschaften bewährter, ausländischer Modelle zurück:
- der Verschluss wurde der Sten entlehnt
- der Lauf mit Kühlrippen und Mündungskompensator ähnelt dem der Thompson
- die Magazine sind nahezu baugleich zu jenen der MP 40, Magazine der deutschen MP sind nutzbar
- die Schulterstütze besteht aus Rundstahl und ist einschiebbar, wie bei der M3